# Amhara (folk)
Amhara (amhariska: አማራ, även amharer, tidigare kallade abyssinier) är en folkgrupp i Etiopien, i de centrala delarna av höglandet. De är koptiska kristna Amharerna har än i dag en dominerande ställning i området. De uppgår till över 17 miljoner (1998), men långt flera behärskar och använder amhariska, som är Etiopiens officiella språk. Minoriteter finns även i flera länder i Afrika och Europa, exempelvis i Kanada, USA och Sverige.
Den koptiska religionen har bidragit starkt till att knyta samman amharerna. Samhället har traditionellt varit mycket hierarkiskt, med starka personliga band mellan herre och klient i ett ståndssamhälle med bondestånd, adel och prästerskap. Systemet var emellertid inte helt statiskt, det var möjligt att gå från ett stånd till ett annat. Status var knutet till markägande, och de största markägarna förde traditionerna vidare från de tidigare feodala krigsherrarna. Efter revolutionen 1975 blev jorden fråntagen de tidigare ägarna och fördelades bland livegna och andra jordlösa.